# القطعاية
القطعاية هي إحدى قرى ولاية قبلي بالجنوب التونسي وتقع غرب مدينة قبلي بمسافة قدرها حوالي 10 كلم. وهي قرية فلاحية لها عمادة.